# Hieronymianum – Centar za istraživanje djela i misli sv. Jeronima
Centar za istraživanje djela i misli sv. Jeronima – Hieronymianum, znanstvena ustanova u Splitu, Hrvatska. Bit će svjetsko središte za istraživanje djela i misli svetog Jeronima. Voditelj je don Ivan Bodrožić.
Osnovao ga je studenoga 2019. godine Katolički bogoslovni fakultet u Splitu. Hieronymianum će djelovati na prevođenju i objavljivanju cjelokupnog djela opus omnia sv. Jeronima. Organizirat će simpozije, međunarodne ljetne škole za postdiplomce, radionice za djecu i studente, radionice za prevoditelje te s Centrom don Frane Bulića, izrađivati kratke dokumentarne filmove o svim tim događanjima. Planira se održavati međunarodne simpozije svakih dvije do tri godine. Hyieronymianum će voditi brigu i istraživati sakralnu, književnu i umjetničku baštinu vezanu uz život i djelo svetog Jeronima, pri splitskom Katoličko bogoslovnom fakultetu odnosno Sveučilištu u Splitu. 27. veljače 2020. potpisan je sporazum o suradnji splitskog Sveučilišta, splitskog KBF-a i Županije Splitsko-dalmatinske na ovom projektu. Uz ostalo, namjera osnivača je brendirati hrvatskog svetca sv. Jerolima, sveca koji ima veliki utjecaj na razvoj čitave europske kulture i duhovnosti te vezati Split sa svetim Jeronimom. Sv. Jeronim iznimno je važna osoba za hrvatsku povijest, kulturu i identitet, jer se bez njega zapravo ne bi moglo govoriti o hrvatskoj kulturnoj, duhovnoj i umjetničkoj baštini.

## Vanjske poveznice
- KBF Split Hieronymianum
- Pravilnik Centra